# Weltvegetariertag
Der Weltvegetariertag (englisch World Vegetarian Day) ist ein internationales Event, das auf die Vorzüge einer fleischlosen Lebensweise hinweisen will. Der jährlich am 1. Oktober stattfindende Tag wurde erstmals im Jahr 1977 begangen. Er ist Teil des World Vegetarian Awareness Month, der mit dem Weltvegetariertag am 1. Oktober beginnt und mit dem Weltvegantag am 1. November endet.

## Geschichte
Der erste Weltvegetariertag fand, nachdem er im Rahmen des Welt-Vegetarier-Kongresses 1977 in Schottland von der North American Vegetarian Society initiiert worden war, am 1. Oktober 1977 statt. Er wird heute von zahlreichen Initiativen und Verbänden, unter anderem seit 1978 von der Internationalen Vegetarier-Union, weltweit organisiert.

## Aufgabe
Der Weltvegetariertag soll auf positive Aspekte für Gesundheit und Umwelt des Vegetarismus aufmerksam machen und dazu motivieren, für zumindest diesen Tag vegetarisch zu leben. Als Vorteil einer vegetarischen Lebensweise wird angeführt, dass der Bedarf für die Fleischproduktion reduziert wird. Und somit die Ersparnis vom hohen Wasserverbrauch, der von dieser benötigt werden würde, sowie die Verringerung der hohen Treibhausgasemissionen. Der Tag trägt zudem dazu bei, dass das Thema Vegetarismus in den Medien thematisiert wird.